# Termisk tändpunkt
Termisk tändpunkt eller tändtemperatur är den temperatur då:    
- en blandning mellan luft och gas, eller luft och ångor från en vätska, kan självantända
- ett dammlager av en fastställd tjocklek kan antända på grund av värme[1]
- en dammatmosfär kan antända på grund av värme[1]

I SEK handbok 426 med standard SS-EN IEC 60079-10-1:2021 Klassning av områden med explosiv gasatmosfär definieras begreppet tändtemperatur (Auto Ignition Temperature på engelska) i stycke 3.6.11. Detta är den handbok med svensk och internationell standard som normalt ska användas när områden med explosiv gasatmosfär i Sverige ska riskbedömas och klassas.  
Tändtemperaturen för ett medium är alltså den temperatur då det är så varmt att mediet börjar brinna genom temperatur och utan till exempel en gnista eller en öppen låga. Mediet kan vara ett enhetligt ämne, till exempel vätgas, eller en blandning som till exempel gasol och bensinånga som bildar en antändbar atmosfär med luft. För dammlager är tjockleken betydelsefull, där tjocka dammlager kan antändas vid lägre temperatur hos en yta än tunna. Normalt tjocklek vid test av tändtemparatur för damm är 5 mm, T5 mm.
Tändtemperaturen för vätskor är alltid högre än mediets flampunkt, den temperatur då mediet avdunstar i tillräcklig grad för att bilda en antändbar koncentration i luft, men i övrigt finns inga enkla samband mellan flampunkt och tändtemperatur.
Ett exempel är bensin som redan vid -20°C (eller kallare beroende på bensinkvalitet) avger tillräckligt mycket ånga (flampunkt) för att  kunna antändas med en tändkälla, medan antändning genom temperatur (tändtemperatur) kan ske först vid mellan 280 och 470 °C (beroende på bensinkvalitet). Däremot har diesel en relativt hög flampunkt på minst 60 °C, medan tändtemperaturen är ganska låg,  cirka 240 °C.
Observera att egenskaperna för vanliga fordonsbränslen kan variera på grund av olika råvaror och till exempel varierande inblandning av förnybart bränsle. 

## Exempel på flampunkter och tändtemperatur
| Vätska/gas                    | Flampunkt | Tändtemperatur |
| ----------------------------- | --------- | -------------- |
| Etanol CAS 64-17-5            | 12 °C     | 400 °C         |
| Metanol CAS 67-56-1           | 9 °C      | 440 °C         |
| Bensin (en handelsvara*)      | < -20 °C  | 280-470 °C     |
| Dieselolja (en handelsvara*)  | ≥60 °C    | >240 °C        |
| Aceton CAS 67-64-1            | < -20 °C  | 539 °C         |
| Dietyleter (Eter) CAS 60-29-7 | -45 °C    | 175 °C         |
| Fotogen (en handelsvara*)     | ≥38 °C    | >220 °C        |
| Gasol (Propan 95)             | -108 °C   | ca 440 °C      |

* Handelsvaror som till exempel bensin kan ha varierande innehåll och egenskaper. Olika raffinaderier tar till exempel sin råolja från olika oljefält, tillsätter olika additiv samt mer eller mindre förnyelsebart bränsle.

## Benämningar av brandfarliga gaser och vätskor
Vätskor med flampunkt 100 °C eller lägre benämns brandfarlig vätska. Gaser som vid 20 °C kan bilda en antändbar blandning med luft benämns brandfarlig gas. Brandfarliga gaser och vätskor benämns som samlingsnamn brandfarlig vara.